# Johansfors, Halmstads kommun
Johansfors är en småort i Slättåkra socken i Halmstads kommun.
Johansfors ligger på västra sluttningen i Nissans dalgång på ett avstånd på omkring 4 kilometer från Oskarström och omkring 23 kilometer nordost om Halmstad. Orten ligger längs Nissastigen, landsvägen mellan Jönköping och Halmstad, numera en del av riksväg 26. Genom orten passerar järnvägslinjen Halmstad-Nässjö. 
Strax norr om samhället ligger Spenshults sjukhus vars norra omgivning i sin tur utgör gränsen mot Hylte kommun.

## Historia
I Drared, som låg efter härvägen Nissatigen, en viktig handelsled, fanns gästgiveri och skjutshåll, vilket var den första anhalten efter Halmstad. Under slutet av 1800-talet när järnvägsnätet byggdes ut i Sverige och med den industrialismen förändrades Drared till stations- och industrisamhället Johansfors. Här fanns runt sekelskiftet 1800-1900 bl.a. sågverk, grynkvarn, bryggeri, gjuteri och flera affärer samt skola. I dag är Johansfors ett lugnt och stilla samhälle och "storhetstiden" ett minne blott.

## Samhället
Runt järnvägsstationen kan man se resterna av ett industrisamhälle. Bostadsbebyggelsen består till större delen av småhus. Av dessa är ca 60 % byggda före 1930-talet under ortens blomstrande industriepok.

## Personer från orten
Konstnären Ragnar Ring föddes 1908 i Johansfors.